# Цармариново
Цармариново или Црно Мариново (грч. Μαρίνα, до 1926. грч. Σερμαρίνοβο) је насељено место у општини Негуш у периферији Средишња Македонија, Грчка. Према попису из 2021. године било је 903 становника.
Према бугарском географу и историчару, Василу Канчову, у Цармаринову је 1900. године живело 400 Словена хришћана. После 1923. године насељен је мањи број грчких избегличких породица из Турске. Македонски историчар Тодор Симовски, 1998. године наводи да Словени чине већину, док око трећину становништва чине Грци.